# Santiano
Santiа́no — немецкая группа из Фленсбурга. Исполняет музыку в различных народных жанрах, преимущественно это немецкая народная музыка, ирландская народная музыка и морская песня шанти. Имя Santiano было взято из песни шанти «Santiano» также известной как O Santianna (All on the Plains of Mexico), которая стала популярной в 1961 году благодаря исполнению Юга Офрэ.

## Карьера
Идея создания группы принадлежит фленсбуржцу Хартмуту Креху (Hartmut Krech), музыкальному продюсеру и владелецу лейбла Elephant Music. 3 февраля 2012 года вышел первый альбом группы под названием Bis ans Ende der Welt, достигший первого места в немецких чартах. В том же году группа провела турне по немецкоязычным странам. В ноябре 2012 года группа выпустила Live-CD и Live-DVD с концертными записями. В 2013 году Santiano получила немецкую музыкальную награду ECHO в категории популярной музыки. 10 мая 2013 года вышел второй альбом группы Mit den Gezeiten.

## Состав
- Hans-Timm Hinrichsen — вокал, гитара, басовые, ударные
- Axel Stosberg — вокал, губная гармоника, перкуссия
- Björn Both — вокал, гитара, басовые
- Andreas Fahnert — вокал, гитара
- Peter David «Pete» Sage — скрипка, мандолина, вокал, аккордеон, бузуки, перкуссия, вистл

Довольно любопытный факт, что самый популярный по числу просмотров на YouTube клип Tanz mit mir с участием Björn Both (и самым популярный клип из тех, где участвовали певцы Santiano) был создан не в стандартом составе группы, а с составом группы Faun. Однако считается совместной работой Santiano и Faun.

## Дискография

### Альбомы
- 2012 — Bis ans Ende der Welt. В Германии альбом получил статус пятикратно платинового (продано более 1 млн копий).
- 2013 — Mit den Gezeiten. В Германии альбом получил статус бриллиантового (продано более 750 тыс. копий).
- 2015 — Von Liebe, Tod und Freiheit. Альбом занял первое место в немецких музыкальных чартах.
- 2017 — Im Auge des Sturms.
- 2019 — MTV Unplugged
- 2021 — Wenn die Kälte kommt
- 2022 — Die Sehnsucht ist mein Steuermann – Das Beste aus 10 Jahren
- 2023 — Doggerland

### Синглы
- 2012 — Santiano. Из альбома Bis ans Ende der Welt
- 2013 — Es gibt nur Wasser. Из альбома Bis ans Ende der Welt
- 2014 — The Fiddler on the Deck. Из альбома Mit den Gezeiten (Special Edition)
- 2015 — Lieder der Freiheit. Из альбома Von Liebe, Tod und Freiheit

## Награды
- 2013 — ECHO Pop «Лучшая группа» в категории «Популярная музыка»
- 2013 — Mein Star des Jahres в категории «Самый успешный альбом года»
- 2014 — ECHO Pop «Лучшая группа» в категории «Популярная музыка»